# Безымянка (станция)
Безымя́нка — узловая железнодорожная станция Самарского региона Куйбышевской железной дороги, расположена в городе Самаре.
Обслуживает крупные промышленные предприятия, расположенные в данной части города (промзона Безымянка), жителей и гостей Самары.
На станции делают остановку электропоезда, следующие по двум направлениям: на Жигулёвское море и на Кинель. Имеется высокая пассажирская платформа с кассовым павильоном, проход к которым осуществляется по пешеходному мосту. Здание вокзала закрыто.
В границах станции также расположены платформы (остановочные пункты электропоездов): Стахановская, Пятилетка, Мирная.

## География
Расположена на юго-востоке города Самара между платформами «Пятилетка» и «Стахановская» в 11 км к востоку от станции Самара и является второй после неё по значимости в городе.

## История
Первое упоминание о разъезде Безымянка было в смете на строительные работы Оренбургской железной дороги в 1884 году.
В 1903 году ветка от Оренбурга до Самары, в том числе и разъезд Безымянка, были присоединены к Самаро-Златоустовской железной дороги. Название «Безымянка» разъезд получил в связи с тем, что располагался в степи за пределами города Самара, по соседству не имелось населённых пунктов или других географических ориентиров. При разъезде возник небольшой посёлок железнодорожников, который постепенно расширялся за счёт дачных участков.
В 1914 году вблизи разъезда построен Самарский железнодорожно-ремонтный завод («Сажерез»). В августе 1932 года завод был расширен, в 1935 году стал называться Куйбышевским заводом запасных частей (КЗЗЧ) имени Валериана Куйбышева. Численность персонала достигла около двух тысяч человек, завод выпускал паровозные и вагонные рессоры, буксы, оси, пружины и другие детали. Разъезд Безымянка был преобразован в станцию.
В 1940 году станция получила дальнейшее развитие в связи с началом строительства вблизи неё авиационных заводов и Безымянской ТЭЦ и созданием вблизи станции Управления особого строительства НКВД СССР и Безымянлага. Летом 1941, после начала Великой Отечественной войны на станцию стали прибывать в большом количестве эшелоны с персоналом и оборудованием заводов, эвакуируемых из Москвы, Смоленска, Воронежа и других городов.

## Галерея
- Вокзал станции
- Платформа станции